# Villa Ådala
Villa Ådala är en patriciervilla, som uppfördes 1881 vid nuvarande Hamngatan i Linköping, ritad av Fredrik Olaus Lindström, för Ludvig Brogren (1827-1897). Brogren ägde bryggeriet L.T. Brogrens Bryggeri, som också låg vid Stångån strax norr om hans bostad. Vid denna tid låg bryggeriet och villan i stadens utkant och villan nåddes bara på en knagglig återvändsgränd från Magasintorget.
Byggnaden är uppförd i två våningar och är stilmässigt inspirerad av den iitalienska renässansarkitekten Andrea Palladio. Till villan hörde en stor park, som sluttade ned mot Stångån och Tinnerbäcken och på egendomen fanns också i början av 1900-talet ett trädgårdsmästeri. 
Under 2010-talet har byggnaden används för mottagningar för personer med beroendeproblematik, vilken bedrivits av Linköpings Stadsmission på uppdrag av Linköpings kommun. Verksamheten upphörde 2025.